# Championnat du monde de motocross 1997
Navigation
Édition précédente Édition suivante

## Grands Prix de la saison 1997

### 125 cm3
| Manche | Date            | Grand Prix                    | Lieu                 | 1ère manche         | 2ème manche      | Vainqueur du Grand Prix |
| ------ | --------------- | ----------------------------- | -------------------- | ------------------- | ---------------- | ----------------------- |
| 1      | 23 mars 1997    | Grand Prix d'Indonésie        | Pugeran Yogyakarta   | Alessio Chiodi      | Alessio Chiodi   | Alessio Chiodi          |
| 2      | 13 avril 1997   | Grand Prix de France          | Pernes-les-Fontaines | Alessio Chiodi      | Frédéric Vialle  | Frédéric Vialle         |
| 3      | 20 avril 1997   | Grand Prix d'Espagne          | Bellpuig             | Bobby Moore         | Alessandro Puzar | Bobby Moore             |
| 4      | 4 mai 1997      | Grand Prix d'Autriche         | Schwanenstadt        | Alessio Chiodi      | Alessandro Puzar | Alessandro Puzar        |
| 5      | 11 mai 1997     | Grand Prix d'Italie           | Maggiora             | Claudio Federici    | Alessandro Puzar | Alessandro Puzar        |
| 6      | 25 mai 1997     | Grand Prix de Grande-Bretagne | Foxhill              | Alessio Chiodi      | Alessio Chiodi   | Alessio Chiodi          |
| 7      | 1er juin 1997   | Grand Prix de Slovénie        | Orehova Vas          | Frédéric Vialle     | Claudio Federici | Claudio Federici        |
| 8      | 22 juin 1997    | Grand Prix d'Allemagne        | Gerstetten           | Alessandro Puzar    | Frédéric Vialle  | Frédéric Vialle         |
| 9      | 13 juillet 1997 | Grand Prix de Finlande        | Ruskeasanta          | Bobby Moore         | Alessio Chiodi   | Alessio Chiodi          |
| 10     | 10 août 1997    | Grand Prix de Slovaquie       | Veľké Uherce         | Philippe Dupasquier | Alessandro Puzar | Alessio Chiodi          |
| 11     | 17 août 1997    | Grand Prix de Belgique        | Neeroeteren          | Frédéric Vialle     | Frédéric Vialle  | Frédéric Vialle         |
| 12     | 31 août 1997    | Grand Prix des Pays-Bas       | Lierop               | Claudio Federici    | Alessio Chiodi   | Alessio Chiodi          |

### 250 cm3
| Manche | Date              | Grand Prix                       | Lieu                 | 1ère manche        | 2ème manche        | Vainqueur du Grand Prix |
| ------ | ----------------- | -------------------------------- | -------------------- | ------------------ | ------------------ | ----------------------- |
| 1      | 16 mars 1997      | Grand Prix d'Espagne             | Talavera de la Reina | Sébastien Tortelli | Tallon Vohland     | Tallon Vohland          |
| 2      | 23 mars 1997      | Grand Prix du Portugal           | Agueda               | Joakim Karlsson    | Stefan Everts      | Stefan Everts           |
| 3      | 13 avril 1997     | Grand Prix des Pays-Bas          | Valkenswaard         | Sébastien Tortelli | Marnicq Bervoets   | Marnicq Bervoets        |
| 4      | 20 avril 1997     | Grand Prix d'Italie              | Cingoli              | Sébastien Tortelli | Stefan Everts      | Sébastien Tortelli      |
| 5      | 4 mai 1997        | Grand Prix de France             | Brou                 | Stefan Everts      | Sébastien Tortelli | Stefan Everts           |
| 6      | 11 mai 1997       | Grand Prix de République tchèque | Loket                | Stefan Everts      | Stefan Everts      | Stefan Everts           |
| 7      | 25 mai 1997       | Grand Prix de Grande-Bretagne    | Foxhill              | Stefan Everts      | Stefan Everts      | Stefan Everts           |
| 8      | 8 juin 1997       | Grand Prix de Saint-Marin        | Borgo Maggiore       | Stefan Everts      | Sébastien Tortelli | Sébastien Tortelli      |
| 9      | 22 juin 1997      | Grand Prix de Belgique           | Kester               | Stefan Everts      | Stefan Everts      | Stefan Everts           |
| 10     | 6 juillet 1997    | Grand Prix du Brésil             | Belo Horizonte       | Sébastien Tortelli | Stefan Everts      | Stefan Everts           |
| 11     | 13 juillet 1997   | Grand Prix du Venezuela          | Maracay              | Stefan Everts      | Pit Beirer         | Stefan Everts           |
| 12     | 3 août 1997       | Grand Prix d'Indonésie           | Bandung              | Yves Demaria       | Yves Demaria       | Yves Demaria            |
| 13     | 17 août 1997      | Grand Prix de Pologne            | Gdynia               | Stefan Everts      | Yves Demaria       | Stefan Everts           |
| 14     | 31 août 1997      | Grand Prix de Suisse             | Roggenburg           | Stefan Everts      | Stefan Everts      | Stefan Everts           |
| 15     | 13 septembre 1997 | Grand Prix d'Allemagne           | Gaildorf             | Stefan Everts      | Pit Beirer         | Pit Beirer              |

### 500 cm3
| Manche | Date            | Grand Prix                       | Lieu                 | 1ère manche      | 2ème manche      | Vainqueur du Grand Prix |
| ------ | --------------- | -------------------------------- | -------------------- | ---------------- | ---------------- | ----------------------- |
| 1      | 23 mars 1997    | Grand Prix de Belgique           | Lommel               | Jacky Martens    | Johan Boonen     | Avo Leok                |
| 2      | 6 avril 1997    | Grand Prix d'Italie              | Castiglione Del Lago | Andrea Bartolini | Shayne King      | Andrea Bartolini        |
| 3      | 27 avril 1997   | Grand Prix de Suisse             | Payerne              | Joël Smets       | Joël Smets       | Joël Smets              |
| 4      | 1er juin 1997   | Grand Prix de République tchèque | Jinin                | Peter Johansson  | Peter Johansson  | Peter Johansson         |
| 5      | 8 juin 1997     | Grand Prix des Pays-Bas          | Halle                | Joël Smets       | Annulée          | Joël Smets              |
| 6      | 29 juin 1997    | Grand Prix de Suède              | Uddevalla            | Joël Smets       | Joël Smets       | Joël Smets              |
| 7      | 6 juillet 1997  | Grand Prix de Grande-Bretagne    | Hawkstone Park       | Jacky Martens    | Joël Smets       | Joël Smets              |
| 8      | 20 juillet 1997 | Grand Prix de France             | Laguépie             | Darryl King      | Shayne King      | Darryl King             |
| 9      | 3 août 1997     | Grand Prix de Belgique           | Namur                | Andrea Bartolini | Darryl King      | Darryl King             |
| 10     | 10 août 1997    | Grand Prix du Luxembourg         | Bockholtz            | Kurt Nicoll      | Andrea Bartolini | Kurt Nicoll             |
| 11     | 24 août 1997    | Grand Prix d'Allemagne           | Holzgerlingen        | Darryl King      | Andrea Bartolini | Darryl King             |

## Classement du Championnat du Monde 125 cm3
| Clas. | Pilote               | Pays            | Constructeur | Nombre de points | Nombre de victoires de GP | Nombre de podiums de GP | Nombre de victoires de manches |
| ----- | -------------------- | --------------- | ------------ | ---------------- | ------------------------- | ----------------------- | ------------------------------ |
| 1     | Alessio Chiodi       | Italie          | Yamaha       | 378              | 5                         | 10                      | 8                              |
| 2     | Alessandro Puzar     | Italie          | TM           | 338              | 2                         | 9                       | 5                              |
| 3     | Claudio Federici     | Italie          | Husqvarna    | 251              | 1                         | 4                       | 3                              |
| 4     | Frédéric Vialle      | France          | Yamaha       | 218              | 3                         | 4                       | 5                              |
| 5     | Mickaël Maschio      | France          | Honda        | 163              |                           |                         |                                |
| 6     | David Vuillemin      | France          | Yamaha       | 163              |                           |                         |                                |
| 7     | Bobby Moore          | États-Unis      | Yamaha       | 125              | 1                         | 3                       | 2                              |
| 8     | James Dobb           | Grande-Bretagne | Suzuki       | 118              |                           |                         |                                |
| 9     | Thomas Traversini    | Italie          | Husqvarna    | 106              |                           |                         |                                |
| 10    | Luigi Seguy          | France          | TM           | 101              |                           |                         |                                |
| 11    | Alessandro Belometti | Italie          | Kawasaki     | 85               |                           |                         |                                |
| 12    | Michele Fanton       | Italie          | Kawasaki     | 83               |                           |                         |                                |
| 13    | Philippe Dupasquier  | Suisse          | Kawasaki     | 77               |                           | 1                       | 1                              |
| 14    | Erik Camerlengo      | Italie          | Yamaha       | 74               |                           | 1                       |                                |
| 15    | Nicolas Charlier     | France          | Kawasaki     | 74               |                           |                         |                                |
| 16    | Massimo Bartolini    | Italie          | TM           | 64               |                           | 1                       |                                |
| 17    | Marcel Van Drunen    | Pays-Bas        | Yamaha       | 58               |                           | 1                       |                                |
| 18    | Brian Jorgensen      | Danemark        | Honda        | 57               |                           |                         |                                |
| 19    | Paul Malin           | Grande-Bretagne | Yamaha       | 55               |                           |                         |                                |
| 20    | Erik Eggens          | Pays-Bas        | Honda        | 52               |                           |                         |                                |
| 21    | Xavier Colomer       | Espagne         | TM           | 50               |                           |                         |                                |
| 22    | Jochen Jasinski      | Allemagne       | Yamaha       | 49               |                           | 1                       |                                |
| 23    | Carl Nunn            | Grande-Bretagne | Honda        | 46               |                           |                         |                                |
| 24    | Bader Manneh         | États-Unis      | Honda        | 36               |                           |                         |                                |
| 25    | Andreas Kanstinger   | Allemagne       | Honda        | 31               |                           |                         |                                |
| 26    | Patrick Caps         | Belgique        | Yamaha       | 28               |                           |                         |                                |
| 27    | Heikki Van Den Berg  | Pays-Bas        | Honda        | 26               |                           | 1                       |                                |
| 28    | Jérôme Hemery        | France          | Suzuki       | 19               |                           |                         |                                |
| 29    | Steve Ramon          | Belgique        | Kawasaki     | 19               |                           |                         |                                |
| 30    | Petri Jervela        | Suède           | Kawasaki     | 18               |                           |                         |                                |

## Classement du Championnat du Monde 250 cm3
| Clas. | Pilote                | Pays             | Constructeur | Nombre de points | Nombre de victoires de GP | Nombre de podiums de GP | Nombre de victoires de manches |
| ----- | --------------------- | ---------------- | ------------ | ---------------- | ------------------------- | ----------------------- | ------------------------------ |
| 1     | Stefan Everts         | Belgique         | Honda        | 528              | 9                         | 13                      | 16                             |
| 2     | Marnicq Bervoets      | Belgique         | Suzuki       | 377              | 1                         | 8                       | 1                              |
| 3     | Pit Beirer            | Allemagne        | Honda        | 349              | 1                         | 6                       | 2                              |
| 4     | Sébastien Tortelli    | France           | Kawasaki     | 276              | 2                         | 7                       | 6                              |
| 5     | Joakim Karlsson       | Suède            | Honda        | 266              |                           |                         | 1                              |
| 6     | Tallon Vohland        | États-Unis       | Yamaha       | 264              | 1                         | 7                       | 1                              |
| 7     | Werner Dewit          | Belgique         | Suzuki       | 234              |                           |                         |                                |
| 8     | Frédéric Bolley       | France           | Kawasaki     | 225              |                           | 1                       |                                |
| 9     | Yves Demaria          | France           | Kawasaki     | 213              | 1                         | 3                       | 3                              |
| 10    | Peter Iven            | Belgique         | Kawasaki     | 195              |                           |                         |                                |
| 11    | Mike Brown            | États-Unis       | Yamaha       | 148              |                           |                         |                                |
| 12    | Colin Dugmore         | Afrique du Sud   | Honda        | 121              |                           |                         |                                |
| 13    | Pedro Tragter         | Pays-Bas         | Honda        | 117              |                           |                         |                                |
| 14    | Mark Eastwood         | Grande-Bretagne  | Honda        | 106              |                           |                         |                                |
| 15    | Jaimy Scevenels       | Belgique         | Honda        | 89               |                           |                         |                                |
| 16    | Leon Giesbers         | Pays-Bas         | KTM          | 85               |                           |                         |                                |
| 17    | Joshua Coppins        | Nouvelle-Zélande | Suzuki       | 55               |                           |                         |                                |
| 18    | Miska Aaltonen        | Finlande         | KTM          | 49               |                           |                         |                                |
| 19    | Robert Herring        | Grande-Bretagne  | Yamaha       | 45               |                           |                         |                                |
| 20    | Justin Morris         | Grande-Bretagne  | Honda        | 43               |                           |                         |                                |
| 21    | Paul Cooper           | Grande-Bretagne  | Kawasaki     | 35               |                           |                         |                                |
| 22    | Joakim Eliasson       | Suède            | Yamaha       | 26               |                           |                         |                                |
| 23    | Thierry Béthys        | France           | Honda        | 17               |                           |                         |                                |
| 24    | Christian Stevanini   | Italie           | Honda        | 16               |                           |                         |                                |
| 25    | Alessandro Zanni      | Italie           | Honda        | 12               |                           |                         |                                |
| 26    | Francisco Garcia Vico | Espagne          | Yamaha       | 9                |                           |                         |                                |
| 27    | Pedro Gonzalez        | Venezuela        | Yamaha       | 4                |                           |                         |                                |
| 28    | Cédric Melotte        | Belgique         | Suzuki       | 4                |                           |                         |                                |
| 29    | Pierrick Paget        | France           | Honda        | 3                |                           |                         |                                |
| 30    | Christian Beggi       | Italie           | Honda        | 2                |                           |                         |                                |

## Classement du Championnat du Monde 500 cm3
| Clas. | Pilote             | Pays               | Constructeur | Nombre de points | Nombre de victoires de GP | Nombre de podiums de GP | Nombre de victoires de manches |
| ----- | ------------------ | ------------------ | ------------ | ---------------- | ------------------------- | ----------------------- | ------------------------------ |
| 1.    | Joël Smets         | Belgique           | Husaberg     | 294              | 4                         | 7                       | 6                              |
| 2.    | Darryl King        | Nouvelle-Zélande   | Husqvarna    | 237              | 3                         | 4                       | 3                              |
| 3.    | Shayne King        | Nouvelle-Zélande   | KTM          | 229              |                           | 4                       | 2                              |
| 4.    | Kurt Nicoll        | Grande-Bretagne    | KTM          | 229              | 1                         | 4                       | 1                              |
| 5.    | Andrea Bartolini   | Italie             | Yamaha       | 204              | 1                         | 3                       | 4                              |
| 6.    | Peter Johansson    | Suède              | Yamaha       | 185              | 1                         | 1                       | 2                              |
| 7.    | Gert-Jan Van Doorn | Pays-Bas           | Honda        | 158              |                           | 3                       |                                |
| 8.    | Trampas Parker     | États-Unis         | KTM          | 126              |                           | 1                       |                                |
| 9.    | Bernd Eckenbach    | Allemagne          | Kawasaki     | 98               |                           | 1                       |                                |
| 10.   | Johan Boonen       | Belgique           | KTM          | 95               |                           | 2                       | 1                              |
| 11    | Danny Theybers     | Belgique           | KTM          | 92               |                           |                         |                                |
| 12    | Rupert Walkner     | Autriche           | KTM          | 88               |                           | 1                       |                                |
| 13    | Jonas Engdahl      | Suède              | Honda        | 75               |                           |                         |                                |
| 14    | Jacky Martens      | Luxembourg         | Husqvarna    | 68               |                           | 1                       | 2                              |
| 15    | Erwin Machtlinger  | Autriche           | Honda        | 67               |                           |                         |                                |
| 16    | Avo Leok           | Estonie            | Kawasaki     | 58               | 1                         | 1                       |                                |
| 17    | Gerald Delepine    | Belgique           | Kawasaki     | 57               |                           |                         |                                |
| 18    | Franco Rossi       | Italie             | KTM          | 51               |                           |                         |                                |
| 19    | Dietmar Lacher     | Allemagne          | Honda        | 46               |                           |                         |                                |
| 20    | Mats Nilsson       | Suède              | Kawasaki     | 39               |                           |                         |                                |
| 21    | Willie Van Wessel  | Pays-Bas           | Honda        | 36               |                           |                         |                                |
| 22    | Mikkel Caprani     | Danemark           | Husqvarna    | 34               |                           |                         |                                |
| 23    | Siegfried Bauer    | Autriche           | Kawasaki     | 33               |                           |                         |                                |
| 24    | Keith Bowen        | États-Unis         | KTM          | 31               |                           |                         |                                |
| 25    | James Marsh        | Grande-Bretagne    | KTM          | 29               |                           |                         |                                |
| 26    | Christian Burnham  | Grande-Bretagne    | Honda        | 23               |                           |                         |                                |
| 27    | Bengt Laeremans    | Belgique           | Honda        | 12               |                           |                         |                                |
| 28    | Fredrik Hedman     | Suède              | Husaberg     | 11               |                           |                         |                                |
| 29    | Peter Dirckx       | Luxembourg         | Honda        | 10               |                           |                         |                                |
| 30    | Miroslav Kucirek   | République tchèque | Honda        | 10               |                           |                         |                                |